# (500086) 2011 YO43
(500086) 2011 YO43 es un asteroide perteneciente al cinturón de asteroides, descubierto el 27 de diciembre de 2011 por el equipo del Spacewatch desde el Observatorio Nacional de Kitt Peak, Arizona, Estados Unidos.

## Designación y nombre
Designado provisionalmente como 2011 YO43.

## Características orbitales
2011 YO43 está situado a una distancia media del Sol de 2,248 ua, pudiendo alejarse hasta 2,450 ua y acercarse hasta 2,046 ua. Su excentricidad es 0,089 y la inclinación orbital 6,528 grados. Emplea 1231,26 días en completar una órbita alrededor del Sol.

## Características físicas
La magnitud absoluta de 2011 YO43 es 17,7.